# 突尼西亞交通

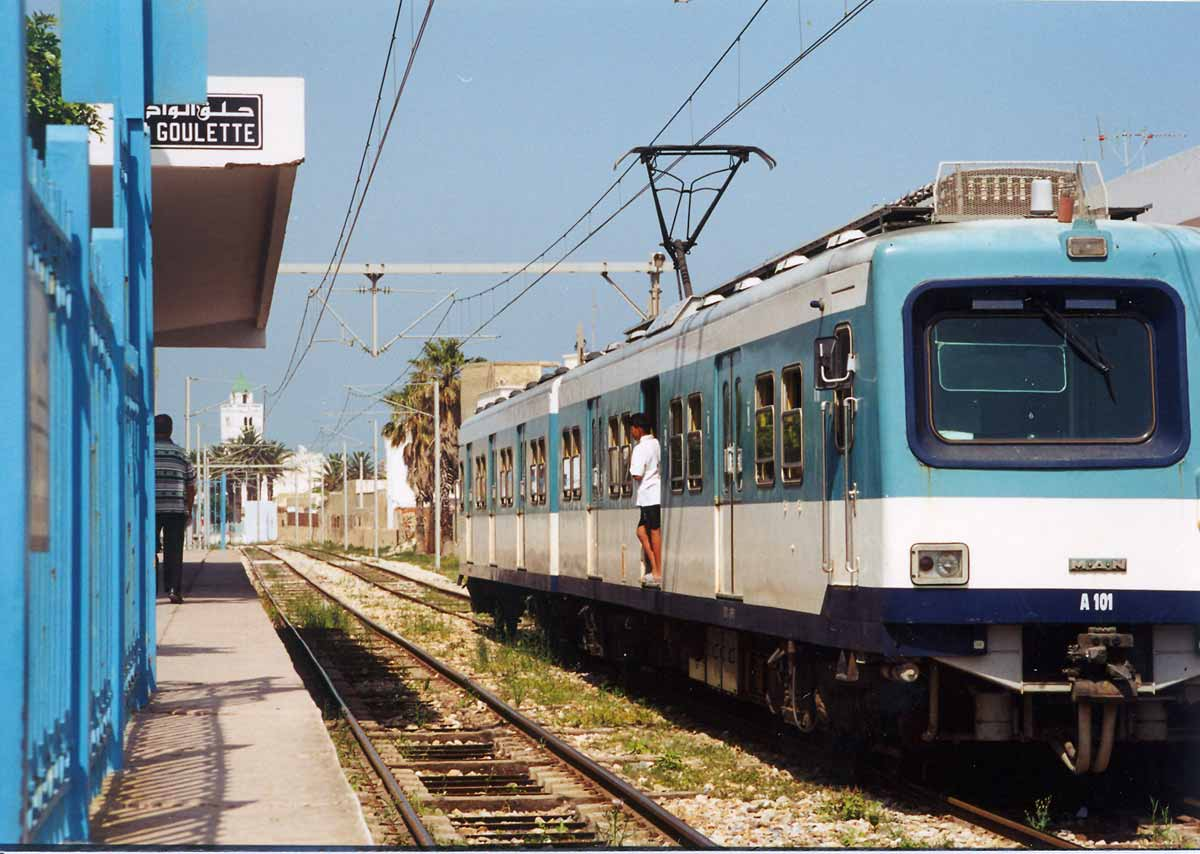
TGM铁路古莱特车站附近

本条目主要叙述突尼西亞的交通事业。

## 鐵路

突尼西亞的鐵路網絡

突尼西亞的鐵路主要继承自殖民地时期法国的建设，突尼斯政府对其进行了改善。现时突尼斯鐵路由突尼斯興業全國鐵路（SNCFT）經營，它是突尼西亞的國家鐵路公司。
另有一個現代化的工程正在進行中——包括468公里长的标准轨铁路和1674公里长的1000mm窄轨铁路。
突尼西亞南面有一條窄軌鐵路——斯法克斯-加夫薩鐵路，用以運載磷酸鹽和鐵礦石往斯法克斯港口。
突尼西亞的鐵路網是連結鄰近國家，包括阿爾及利亞經Ghardimaou-蘇格艾赫拉斯線，和另一個是連接泰貝薩，但是，往泰貝薩的那段現不能使用。突尼西亞現時沒有鐵路往利比亞，在2008年開始建造中。

## 公路
2004年，突尼斯公路总里程达18,997公里，包括已鋪平的12,310公里（64.8%）和未鋪平的6,387公里（35.2%）。所有內部城市都有道路連接主要城市。2002年，突尼西亞向歐洲投資銀行贷款三億歐元，用來改善國家的道路，其中1.2億用來建築來往突尼斯和斯法克斯的A1高速公路。
- A1高速公路 (突尼西亞)
- A3高速公路 (突尼西亞)
- A4高速公路 (突尼西亞)

### 國際公路
非洲公路網絡中的一號幹線穿越突尼西亞，連接北非诸国，包括阿爾及利亞、摩洛哥、利比亞、埃及，又通过毛里塔尼亞通往西非诸国。此外还有支线公路通过突尼西亚连接撒哈拉公路。

## 管道
突尼西亞拥有一個覆盖廣泛的管道網絡。其中包括3,059公里的天然氣管道，1,203公里的原油管道和345公里的成品油管道。石油化工是突尼斯的第三個最重要的出口工業。

## 港口
突尼西亞的突尼斯最主要的港口都位於地中海。根据2002年的统计，该国共拥有商船14艘。
全国共有30个港口，其中8个为大型商业港口，一个为石油转运港。有两支船队，总吨位22.4万吨。
主要港口是突尼斯－古莱特、比塞大、布尔基巴、斯法克斯、加贝斯、苏斯、扎尔西斯、拉迪斯及斯基拉港等。
2003年客运总量52.9万人次。

## 航空
2002年，突尼西亞有30個機场，包括數個國際機場。最重要的就是突尼斯－迦太基國際機場。國家航空公司是突尼斯航空。